# Selaginella rupestris
Selaginella rupestris är en mosslummerväxtart som först beskrevs av Carl von Linné, och fick sitt nu gällande namn av Antoine Frédéric Spring. Selaginella rupestris ingår i släktet mosslumrar, och familjen mosslummerväxter. Inga underarter finns listade i Catalogue of Life.